# Johann Böhm
Johann Böhm (ur. 20 stycznia 1895 w Budweis, Czechy, Austro-Węgry, obecnie Czeskie Budziejowice; zm. 27 listopada 1952 w Pradze) - chemik niemiecki z Kraju Sudetów.
Od jego nazwiska pochodzi nazwa minerału bemit (γ-AlO(OH)).